# Finale de la Coupe des clubs champions européens 1963-1964
La finale de la Coupe des clubs champions européens 1963-1964 est la neuvième finale de la Coupe des clubs champions européens. Le club italien de l'Inter Milan bat le club espagnol du Real Madrid CF sur le score de 3 buts à 1.

## Parcours des finalistes
Note : dans les résultats ci-dessous, le score du finaliste est toujours donné en premier (D : domicile ; E : extérieur).
| Inter Milan       | Inter Milan | Inter Milan | Inter Milan |                     | Real Madrid     | Real Madrid | Real Madrid | Real Madrid | Real Madrid |
| ----------------- | ----------- | ----------- | ----------- | ------------------- | --------------- | ----------- | ----------- | ----------- | ----------- |
| Adversaire        | Total       | Aller       | Retour      | Tour                | Adversaire      | Total       | Aller       | Retour      |             |
| Everton FC        | 1 - 0       | 0 - 0 (E)   | 1 - 0 (D)   | Premier tour        | Glasgow Rangers | 7 - 0       | 1 - 0 (E)   | 6 - 0 (D)   |             |
| AS Monaco         | 4 - 1       | 1 - 0 (D)   | 3 - 1 (E)   | Huitièmes de finale | Dinamo Bucarest | 8 - 4       | 3 - 1 (E)   | 5 - 3 (D)   |             |
| Partizan Belgrade | 4 - 1       | 2 - 0 (E)   | 2 - 1 (D)   | Quarts de finale    | AC Milan        | 4 - 3       | 4 - 1 (D)   | 0 - 2 (E)   |             |
| Borussia Dortmund | 4 - 2       | 2 - 2 (E)   | 2 - 0 (D)   | Demi-finales        | FC Zurich       | 8 - 1       | 2 - 1 (E)   | 6 - 0 (D)   |             |

## Résumé de la rencontre
La rencontre se déroule au Praterstadion à Vienne. C'est l'Inter Milan qui l'emporte sur le score de 3 - 1. Il succède à son rival L'AC Milan.
Ce match est présenté sous l'œil d'une lutte entre deux écoles, celle de "l'empirisme" pour les madrilènes, et celle de la "méthode" pour les interistes. Le club madrilène présente une équipe qui arrive en fin de carrière comme Ferenc Puskas (37 ans). Helenio Herrera surnommé "El Magio" par les supporters milanais est très confiant pour son équipe, il pense que cette dernière peut imposer son rythme et sa puissance athlétique malgré l'expérience et le prestige que porte son adversaire du soir.
La rencontre est très fermée en première période, les deux équipes s'observent, les madrilènes craignant les contres italiens ne se découvrent que très rarement. Alors que l'on s'achemine vers la pause sans réelles péripéties Sandro Mazzola d'un tir puissant ouvre la marque pour les italiens (43e).
En seconde période le Real ne baisse pas les bras et s'accroche, Ferenc Puskas trouve le poteau (48e). Un contre milanais à l'heure de jeu conclu par Aurelio Milani creuse l'écart. Les espagnols réduisent la marque par Felo d'une reprise de volée acrobatique. Une erreur défensive dans le dernier quart d'heure, le défenseur José Emilio Santamaría ajuste mal sa passe et Mazzola exploite l'aubaine pour redonner un avantage certain à ses coéquipiers (3-1).
Le score n'évoluera plus par la suite. L'Inter Milan a su parfaitement saisir les rares occasions offertes par la défense madrilène.

## Feuille de match
| 27 mai 1964 | Inter Milan                  | 3 – 1   | Real Madrid | Praterstadion, Vienne                        |                                              |
| 19:30 CET   | Mazzola 43e 76e · Milani 61e | (1 – 0) | 70e Felo    | Spectateurs : 71 333 Arbitrage : Josef Stoll | Spectateurs : 71 333 Arbitrage : Josef Stoll |
| 19:30 CET   | Rapport                      |         |             | Spectateurs : 71 333 Arbitrage : Josef Stoll | Spectateurs : 71 333 Arbitrage : Josef Stoll |

| Inter Milan | Real Madrid |

| G                 | 1  | Giuliano Sarti     |
| D                 | 6  | Armando Picchi     |
| D                 | 5  | Aristide Guarneri  |
| D                 | 2  | Tarcisio Burgnich  |
| D                 | 3  | Giacinto Facchetti |
| M                 | 4  | Carlo Tagnin       |
| M                 | 10 | Luis Suárez        |
| M                 | 8  | Sandro Mazzola     |
| A                 | 11 | Mario Corso        |
| A                 | 7  | Jair da Costa      |
| A                 | 9  | Aurelio Milani     |
| Entraîneur :      |    |                    |
| / Helenio Herrera |    |                    |

| G            | 1  | José Vicente       |
| D            | 5  | José Santamaría    |
| D            | 6  | Ignacio Zoco       |
| D            | 2  | Isidro Sánchez     |
| D            | 3  | Pachín             |
| M            | 4  | Lucien Muller      |
| A            | 11 | Francisco Gento    |
| A            | 7  | Amancio Amaro      |
| A            | 8  | Felo               |
| A            | 10 | Ferenc Puskás      |
| A            | 9  | Alfredo Di Stéfano |
| Entraîneur : |    |                    |
| Miguel Muñoz |    |                    |